# Muzeum Polskie w Rapperswilu

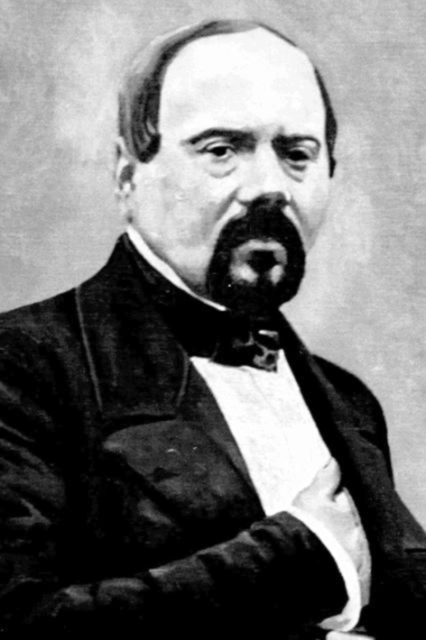
Władysław Plater

Muzeum Polskie w Rapperswilu – polskie muzeum historyczne w szwajcarskim Rapperswilu (obecnie Rapperswil-Jona), założone 23 października 1870 jako Muzeum Narodowe Polskie z inicjatywy Agatona Gillera przez hrabiego Władysława Platera w celu zabezpieczenia polskich zabytków historycznych i propagowania spraw polskich.
W latach 1870–2022 muzeum mieściło się w zamku z końca XIII w. (wzniesionym na półwyspie nad Jeziorem Zuryskim) i wydzierżawionym w 1870 r. na 99 lat przez Władysława Platera, który wyremontował będący ruiną obiekt (m.in. podwyższył piętro i pokrył całość dachem). Na przełomie XIX i XX w. miało największą bibliotekę polską na emigracji (liczącą ok. 100 tys. druków), z bogatym zbiorem rękopisów (w tym archiwum Wielkiej Emigracji). W 1921 r. przeszło w dzierżawę Państwa Polskiego. W 1927 r. zbiory przejęło Muzeum Narodowe oraz Biblioteka Narodowa. Zbiory druków i rękopisów uległy zniszczeniu podczas II wojny światowej (spalone przez Niemców w gmachu Biblioteki Ordynacji Krasińskich po powstaniu warszawskim). W 1975 r. muzeum zostało odtworzone. W 2022 r. zamek przejęła Gmina Rapperswil, a muzeum zamknięto. Podjęto działania w celu przeniesienia zbiorów i wznowienia działalności w zabytkowym hotelu Schwanen w tym samym mieście.

## Historia muzeum
Dzieje Muzeum Polskiego w Rapperswil kilka okresów, w których muzeum działało w różnych formach, zależnych od sytuacji politycznej w Polsce.

### Muzeum Narodowe Polskie (1870–1927)
W 1868 r., w setną rocznicę konfederacji barskiej, w Rapperswilu nad brzegiem jeziora Zuryskiego wzniesiono staraniem hr. Władysława Platera Kolumnę Barską zwaną również „kolumną wolności”. W 1870 r. w rapperswilskim zamku Plater otworzył muzeum pamiątek historycznych oraz dzieł sztuki. Dzięki darom i legatom emigrantów przekazujących dzieła sztuki, pamiątki i militaria, archiwa i księgozbiory, skromna początkowo ekspozycja szybko rozrosła się, zajmując z czasem cały zamek. Instytucja nosiła nazwę Muzeum Narodowe Polskie. W 1895 r. w mauzoleum, w zamkowej wieży umieszczono urnę z sercem Tadeusza Kościuszki. Po śmierci Platera (1889) muzeum pozostawało pod opieką wybitnych działaczy emigracyjnych i było miejscem ich dorocznych spotkań i obrad. Od 1889 r. do 1914 r. kustoszem Muzeum Po śmierci Władysława Platera był Włodzimierz Rużycki de Rosenwerth. W trakcie swojej działalności muzeum było inicjatorem i organizatorem szeregu działań, nawiązujących do ważnych wydarzeń z historii Polski, m.in. 3 maja 1891 zorganizowało obchody 100-lecia uchwalenia Konstytucji 3 maja, w których wzięło udział wielu Polaków przebywających wówczas w Szwajcarii, w tym Bolesław Limanowski z Genewy czy Maria Konopnicka, która przebywała w Zurychu. Poetka odwiedziła rapperswilski zamek ponownie latem 1899 r., tym razem w towarzystwie Elizy Orzeszkowej. W liście do Tadeusza Garbowskiego Orzeszkowa pisała, że duże wrażenie zrobił na niej sam zamek, ale muzeum oceniła jako ubogie. Po odzyskaniu przez Polskę niepodległości, zgodnie z testamentem Platera, zbiory muzeum przewieziono w 1927 r. specjalnym pociągiem do kraju pod kierownictwem Kazimierza Brokla, a zamkiem zawładnęło polskie MSZ. Oprócz urny z sercem Naczelnika eskortowanej przez szwajcarskich oficerów, w 13 wagonach pomieszczono ok. 3 tys. dzieł sztuki, 2 tys. pamiątek historycznych, 20 tys. sztychów, 9 tys. medali i monet, 92 tys. książek i 27 tys. manuskryptów. Archiwalno-biblioteczne zbiory rapperswilskie zgodnie ze stanem na dzień 1 stycznia 1927 składały się z zespołów:
1. Roczniki Leonarda Chodźki (1657–1863)
2. Materiały biograficzne i autografy (XVII–XX w.)
3. Dokumenty królewskie (XV–XVIII w.)
4. Dokumenty petersburskie Stanisława Augusta Poniatowskiego (1794-1798)
5. Dokumenty dotyczące konfederacji barskiej, Sejmu Czteroletniego, Konstytucji 3 maja i insurekcji kościuszkowskiej
6. Materiały do dziejów Legionów Dąbrowskiego, wojen napoleońskich, Kongresu wiedeńskiego, Księstwa Warszawskiego i Królestwa Kongresowego
7. Archiwum legacji polskiej w Paryżu (1831–1833)
8. Dokumenty powstania listopadowego
9. Materiały wyprawy Zaliwskiego do Polski (1833–1834)
10. Materiały do spisku Szymona Konarskiego (1836–1838)
11. Dokumenty rewolucji 1846 i rzezi galicyjskiej
12. Materiały do dziejów Rzeczypospolitej Krakowskiej
13. Materiały do dziejów emigracji polskiej: przed rokiem 1830, w latach 1830–1848, 1848–1862, 1863–1920 w Ameryce, Anglii, Austrii, Belgii, Hiszpanii, Skandynawii, Szwajcarii, Turcji, na Węgrzech i we Włoszech
14. Dokumenty udziału Polaków w wojnie krymskiej (1853–1855)
15. Materiały do okresu manifestacji patriotycznych przed powstaniem 1863
16. Tajna prasa z lat 1863–1864
17. Archiwum Rządu Narodowego 1863
18. Dokumenty wojny prusko-francuskiej 1870–1871 i udziału Polaków w Komunie Paryskiej
19. Materiały dotyczące udziału Polaków w wojnie rosyjsko-tureckiej 1877–1878
20. Kościuszkiana
21. Mickiewicziana
22. Akta Towarzystwa Demokratycznego.

Ponadto było tam 1400 map i atlasów, 1000 nut i 10000 fotografii.
Większość zbiorów rapperswilskich, w tym archiwalia i biblioteka, została zniszczona przez Niemców: podczas obrony Warszawy we wrześniu 1939 r. w Centralnej Bibliotece Wojskowej w Alejach Ujazdowskich oraz po upadku powstania warszawskiego w gmachu Biblioteki Ordynacji Krasińskich przy ul. Okólnik 9. W 1913 r. dyrektorem wybrano Konstantego Żmigrodzkiego.

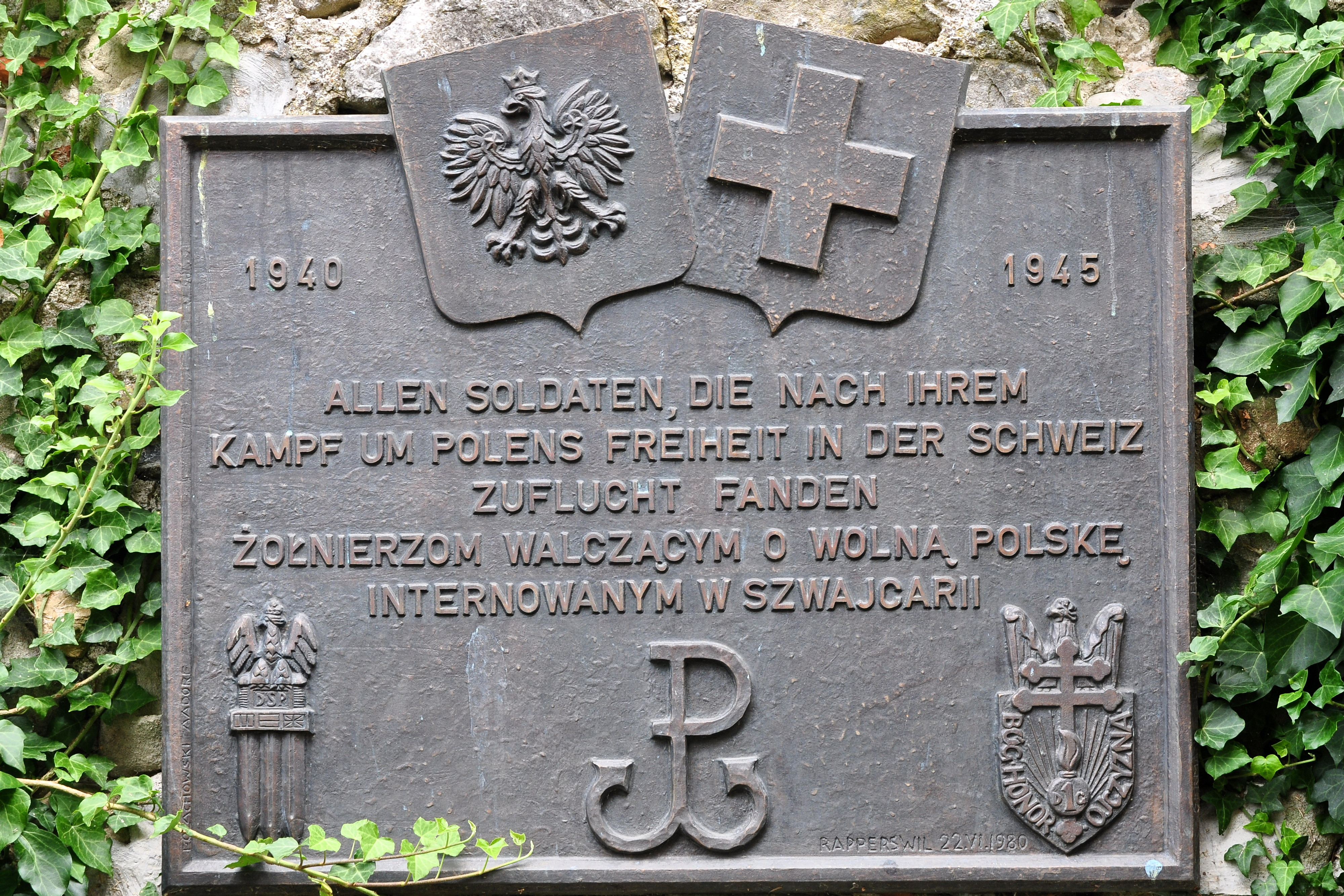
Tablica ufundowana dla uczczenia pamięci polskich żołnierzy internowanych w Szwajcarii podczas II wojny światowej

### Muzeum Polski Współczesnej (1936–1951)
W 1936 r. w rapperswilskim zamku, z inicjatywy artystów warszawskiego zrzeszenia Blok Zawodowych Artystów Plastyków zorganizowano wystawę współczesnej sztuki polskiej. W następnych latach (pod protektoratem polskiego MSZ) powstała trwała ekspozycja obrazująca sztukę, życie i dorobek wolnej Polski, uzupełniana tematycznymi wystawami czasowymi. Nowo powstałe muzeum nazwano Muzeum Polski Współczesnej. Kustoszem została Halina Jastrzębowska-Kenarowa. W 1940 r. w Szwajcarii internowano ok. 13 tys. żołnierzy polskich walczących we Francji, głównie w ramach 2 Dywizji Strzelców Pieszych. Muzeum przejęło wtedy również funkcję edukacyjną, organizując objazdową biblioteczkę dla żołnierzy. W muzeum powstał specjalny dział poświęcony tym faktom. Po 1945 r. muzeum przeszło pod zarząd nowych, komunistycznych władz polskich, które zamierzały przekształcać je w placówkę propagandową – „Muzeum ruchu rewolucyjnego”. W 1951 r. władze miejskie Rapperswilu wypowiedziały umowę dzierżawy, a sąd szwajcarski rozwiązał ją. W 1952 r. zbiory rapperswilskie wywieziono do Polski, a miejsce Muzeum Polski Współczesnej zajęło Szwajcarskie Towarzystwo Zamków (Der schweizerische Burgenverein), które w ramach przeprowadzonej restauracji zamku usunęło prawie całkowicie polskie ślady z jego terenu. W odpowiedzi na likwidację polskiego muzeum w styczniu 1954 r. założono polsko-szwajcarskie „Towarzystwo Przyjaciół Muzeum Polskiego w Rapperswilu”, którego twórcami byli Szwajcarzy oraz polscy emigranci nie akceptujący władzy komunistycznej w Polsce. Dzięki zabiegom towarzystwa w 1975 r. otwarto na zamku na nowo Muzeum Polskie w Rapperswilu.

### Muzeum Polskie w Rapperswilu (1975–2022)
Jego kustoszem został Janusz Morkowski. Wsparcia udzielili: od strony finansowej – Julian Godlewski z Lugano, a ze strony szwajcarskiej – radca kantonalny i miejski w Rapperswilu Hans Rathgeb (następnie prezes Towarzystwa Przyjaciół Muzeum Polskiego). Dla Polaków w kraju i na emigracji muzeum i organizowane w nim imprezy stał się wtedy symbolem żywej Polski niepodległej. W ciągu ćwierćwiecza odwiedziło je przeszło 300 tys. gości. Niejednemu z nich muzeum zawdzięcza cenne dary. Zbiory muzeum prezentowano w salach tematycznych obrazujących kolejno: związki polsko-szwajcarskie, historię polskich emigracji, działalność Polaków w Szwajcarii, sylwetki wielkich Polaków (Kopernik, Chopin, Skłodowska) i laureatów literackiej nagrody Nobla, walkę Polaków „Za wiarę i wolność” (w tym dzieje 2 Dywizji Strzelców Pieszych), sztukę polską: malarstwo, rzemiosło artystyczne (w tym sztukę sarmacką), świadectwa kultury żydowskiej w Polsce, sztukę religijną i ludową. W ramach stałej ekspozycji eksponowano m.in. dzieła Chełmońskiego, Brandta, Wyczółkowskiego, Boznańskiej, jak również ponad 100 miniatur Wincentego Lesseura, miniaturzysty pracującego na dworze króla Stanisława Augusta Poniatowskiego i jego uczennicy Walerii Tarnowskiej (darowane przez rodzinę hr. Tarnowskich z Dzikowa). Eksponowano są także cenne starodruki pochodzące w znacznej części ze spuścizny po płk. Romanie Umiastowskim. Ciekawymi i cennymi są również zegarki z manufaktury Patek Philippe czy kolekcja tabakierek z motywami ułanów polskich z okresu wojen napoleońskich, a także kolekcja kilkunastu gemm z portretami polityków i żołnierzy z okresu powstania styczniowego, będąca niewielkim fragmentem wcześniejszego zbioru należącego do „platerowskiego” Narodowego Muzeum Polskiego. Bardziej współczesne, ale nie mniej wartościowe są, zakupione przez Muzeum świątki i całe sceny z bogatej kolekcji polskiej sztuki ludowej. Ta licząca prawie pół tysiąca rzeźb kolekcja, zawiera dzieła ponad 80 polskich twórców i jest swego rodzaju unikatem w polskich zbiorach etnograficznych. 22 maja 2015 przedstawiciele Muzeum Polskiego w Rapperswilu odebrali nagrodę Kustosz Pamięci Narodowej, przyznaną przez Instytut Pamięci Narodowej. W 2016 r. dyrektor i kustosz Muzeum Anna Buchmann odebrała Nagrodę Przeglądu Wschodniego im. Aleksandra Gieysztora przyznawaną przez Studium Europy Wschodniej Uniwersytetu Warszawskiego.

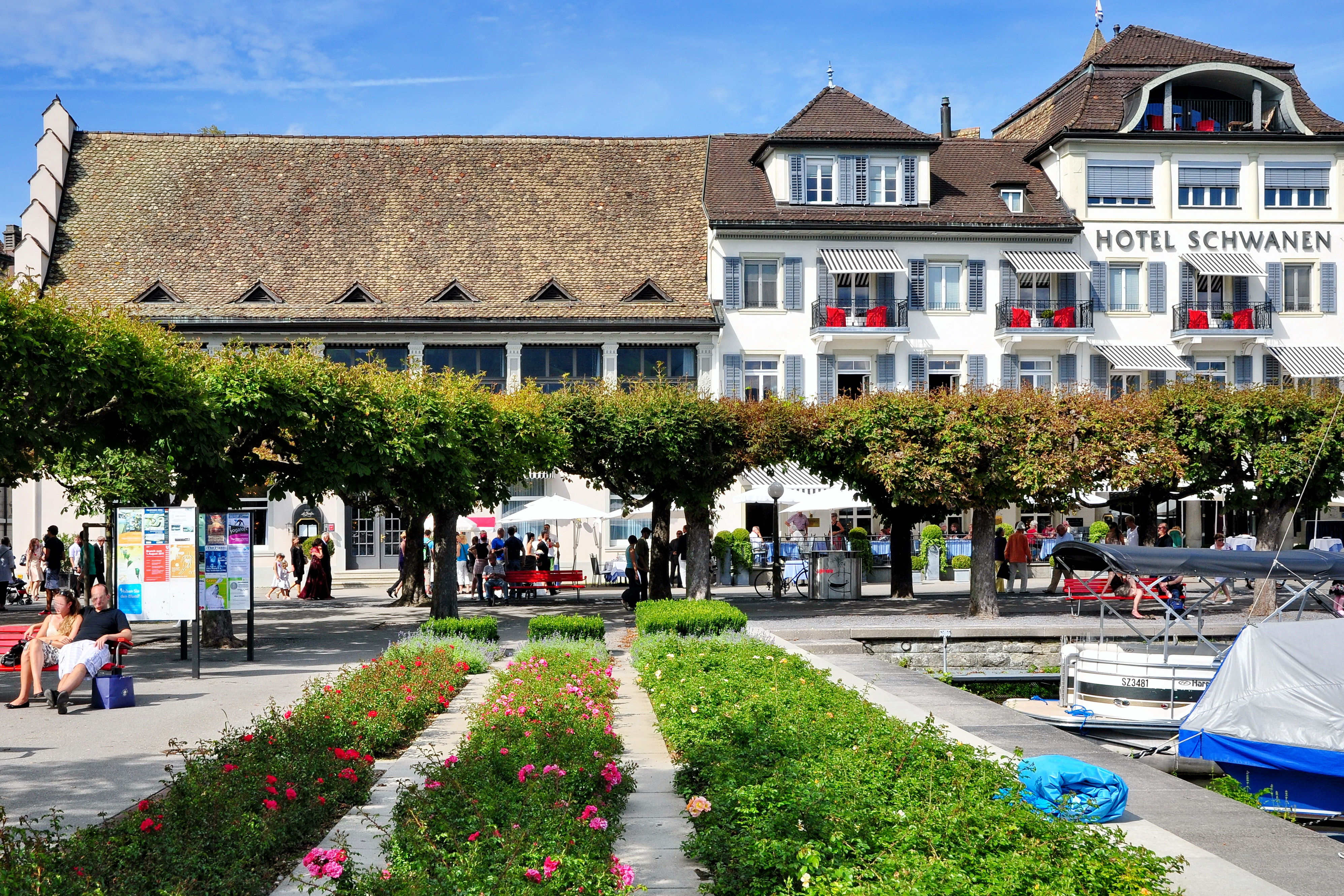
Hotel Schwanen

W 2022 r., decyzją tamtejszych władz samorządowych, muzeum zawiesiło działalność, a zamek przeszedł pod zarząd Gminy Rapperswil. W lipcu 2022 r. Rzeczpospolita Polska działając poprzez Instytut Pileckiego pozyskała nowy budynek, dawny hotel Schwanen, jeden z zabytków architektury miasta, do którego muzeum ma się przenieść w ciągu dwóch lat. 1 lipca 2022 ówczesny minister kultury i dziedzictwa narodowego Piotr Gliński podpisał list intencyjny, na mocy którego Polska Fundacja Kultury „Libertas”, będącej właścicielem zabytków, które miały by być wystawiane w placówce oraz Towarzystwo Przyjaciół Muzeum Polskiego w Rapperswilu miały zorganizować nową instytucję we współpracy z ministerstwem. 4 października 2024 minister resortu, Hanna Wróblewska, przekazała obu instytucjom informację o rezygnacji z projektu współprowadzenia Muzeum Polskiego w Szwajcarii, podając jako przyczynę „stojące aktualnie przed państwem polskim wyzwania wynikające z uwarunkowań finansowych i geopolitycznych”.

## Biblioteka i archiwum
W kamienicy „Burghof”, przylegającej do zamkowego wzgórza, od 1987 r. mieszczą się biblioteka i archiwum Muzeum Polskiego. Profil księgozbioru jest dostosowany do tematyki ekspozycji muzealnej. Gromadzone są tu również starodruki i obszerny zbiór XVIII-wiecznych map. Archiwum gromadzi materiały dotyczące dziejów Polaków w Szwajcarii i na emigracji. W bibliotece prezentowane są również: archiwum i zbiór poloników Jadwigi i Jana Nowak-Jeziorańskich oraz kolekcja obrazów i księgozbiór – ofiarowane przez rodzinę Romerów z Cytowian.

## Działalność
Muzeum organizuje liczne wystawy okresowe, a także koncerty, odczyty, sympozja, konferencje naukowe – pełniąc w praktyce funkcję wszechstronnej instytucji propagującej wiedzę o Polsce i jej kulturze. Wraz ze swoją Biblioteką jest otwarte dla wszystkich interesujących się Polską, jej historią, kulturą i dniem dzisiejszym. Muzeum powstało i prowadzi swą działalność dzięki wysiłkowi społecznemu wielu osób. Nie zatrudnia ono pracowników etatowych. Od 2005 r. funkcję kustosza pełni Anna Buchmann. Od 1978 r. muzeum jest wspomagane finansowo przez Polską Fundację Kulturalną „Libertas” w Rapperswilu.

## Film
W 2008 r. z inicjatywy Muzeum Historii Polski, ze środków Ministra Kultury i Dziedzictwa Narodowego, zrealizowano film „Serce Polski – Rapperswil” w reżyserii Bogdana Łoszewskiego.

## Bibliotekarze
- 1892–1894 – Zygmunt Wasilewski
- 1892–1896 – Stefan Żeromski
- 1896–1899 – Romuald Mielczarski
- 1899–1901 – Stanisław Grabski
- 1901–1910 – Florian Znaniecki, Kazimierz Woźnicki, Wacław Karczewski, Żelisław Grotowski (pomocnik bibliotekarza w 1906 r.)
- 1910–1915 – Władysław Kłyszewski (doktor filozofii), Stanisław Zieliński
- 1915–1927 – Adam Lewak
- 1970–1983 – Wojciech Starzyński
- 1983–1989 – Piotr Mojski
- 1989–2016 – Anna Piotrowska
- 2016–2018 – Sylwia Bielak
- od 2018 – Katarzyna Helińska